# Ary Huybertsz. Verveer

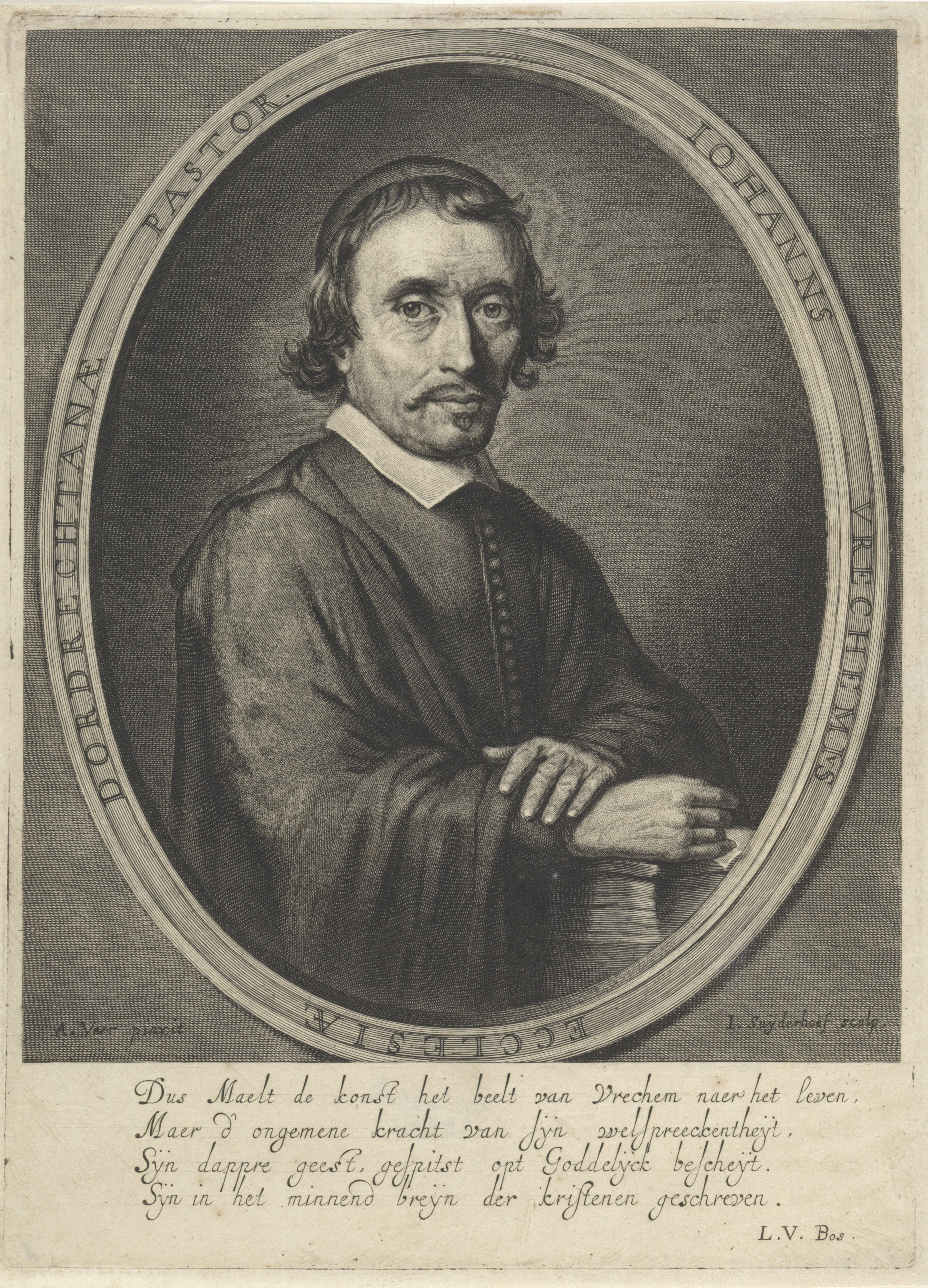
Johannes Vrechemius (naar een portret door Ary Verveer)

Ary Huybertsz. Verveer (Dordrecht, 1620/1626 – aldaar, 7 oktober 1680) was een Noord-Nederlands schilder van portretten en historiestukken.
Hij was de zoon van schipper Huybert Adriaensz. Verveer en Aeltken Jansdr. Hij trouwde tweemaal: eerst met Judith Jansdr. van der Lemp en later met Reynburch van Feltrum.
In 1646 trad hij toe tot het Sint-Lucasgilde in Dordrecht, en hij werd opgeleid door de bekende schilder Jacob Gerritsz. Cuyp. Hoewel hij soms portretten schilderde, gaf Verveer de voorkeur aan historiestukken, vaak met veel naakten. Hij werkte in 1667 kort in Den Haag. Hij was een productieve schilder, maar voltooide zelden een werk, waardoor zijn huis vol stond met onafgemaakte doeken en panelen. Tijdens een strenge winter brak er eens brand uit, en door de grote hoeveelheid brandbare materialen werd zijn huis snel volledig verwoest.
Naast zijn kunstenaarschap was Verveer actief als wijnhandelaar en schipper.
- Biografisch Portaal: 69132092
- RKD-Nederlands Instituut voor Kunstgeschiedenis: 80727
- Union List of Artist Names: 500043947
- Virtual International Authority File: 95968886